# Blaesoxipha violenta
Blaesoxipha violenta är en tvåvingeart som först beskrevs av Walker 1849.  Blaesoxipha violenta ingår i släktet Blaesoxipha och familjen köttflugor.
Artens utbredningsområde är Ecuador. Inga underarter finns listade i Catalogue of Life.